# Circulador
Un circulador és un dispositiu electrònic passiu i no reciproc de tres o més portes habitualment usat en l'àmbit de les microones. La seva principal característica és que quan es connecta un senyal a un dels seus ports d'entrada aquest senyal serà transferit al següent port sense rebre interferències dels altres ports.
Quan un circulador té 3 portes també se'l coneix amb el nom d'aïllador.

## Història
Estudiant les equacions de Maxwell un matemàtic dels Laboratoris Bell va arribar a la conclusió que si les equacions eren correctes i completes era necessari que existissin dispositius no recíprocs. Un cop demostrat aquest fet el personal dels Laboratoris Bell va començar a investigar la creació d'un d'aquests dispositius, efemèride que finalment aconseguiria Lester Hogan dels mateixos laboratoris al final de la Segona Guerra Mundial.

## Aplicacions
En sistemes de radar, caracteritzats habitualment per fer servir només una antena per a rebre i transmetre, els circuladors són usats per a desacoplar el senyal transmès i el senyal rebut. L'ús d'un circulador és molt més apropiat que no l'ús d'un interruptor, ja que evita la creació de polsos de tensió al canviar sobtadament del senyal transmès al senyal rebut a més de permetre la transmissió i recepció de forma simultania.

## Paràmetres
Directivitat: Màxima relació de potències entre la porta acoblada i les portes aïllades. Típicament és d'uns 20 decibels.
Pèrdues d'inserció: Relació entre la potència incident i la potència que surt per la porta on circula el senyal. S'expressa en decíbels.